# 2010–2011-es UEFA-bajnokok ligája
A 2010–2011-es UEFA-bajnokok ligája a legrangosabb európai kupa, mely jelenlegi nevén 19., jogelődjeivel együttvéve 56. alkalommal került kiírásra. A döntőt a londoni Wembley Stadionban rendezték. A kupát a 2009-es győztes FC Barcelona nyerte, amely negyedszer győzött a legrangosabb kupasorozatban.

## A besorolás rendszere
A 2010–2011-es UEFA-bajnokok ligájában az Európai Labdarúgó-szövetség (UEFA) 52 tagországának 76 csapata vett részt (Liechtenstein nem rendezett bajnokságot). Az országonként indítható csapatok számát, illetve a csapatok selejtezőköri besorolását az UEFA ország-együtthatója alapján végezték.
A 2010–2011-es UEFA-bajnokok ligájában országonként indítható csapatok száma
- az 1–3. helyen rangsorolt országok négy csapatot,
- a 4–6. helyen rangsorolt országok három csapatot,
- a 7–15. helyen rangsorolt országok két csapatot,
- a 16–53. helyen rangsorolt országok (kivéve Liechtenstein) egy csapatot indíthattak.
- A 2009–2010-es BL győztesének (Internazionale) a csoportkörben biztosítottak helyet, amely a bajnoki helyezése alapján is indulási jogot szerzett, ezért a BL címvédőjének helyét nem használták fel.

### Rangsor
A 2010–2011-es UEFA-bajnokok ligája kiosztott helyeihez a 2009-es ország-együtthatót vették alapul, amely az országok csapatainak teljesítményét vette figyelembe a 2004–05-ös szezontól a 2010–11-esig.
| Hely. | Szövetség     | Koeff. | Cs |
| ----- | ------------- | ------ | -- |
| 1.    | Anglia        | 79,499 | 4  |
| 2.    | Spanyolország | 74,266 | 4  |
| 3.    | Olaszország   | 62,910 | 4  |
| 4.    | Németország   | 56,695 | 3  |
| 5.    | Franciaország | 50,168 | 3  |
| 6.    | Oroszország   | 47,625 | 3  |
| 7.    | Ukrajna       | 41,850 | 2  |
| 8.    | Hollandia     | 39,130 | 2  |
| 9.    | Románia       | 38,908 | 2  |
| 10.   | Portugália    | 36,462 | 2  |
| 11.   | Törökország   | 32,225 | 2  |
| 12.   | Görögország   | 28,165 | 2  |
| 13.   | Skócia        | 27,875 | 2  |
| 14.   | Belgium       | 25,325 | 2  |
| 15.   | Svájc         | 25,250 | 2  |
| 16.   | Dánia         | 24,450 | 1  |
| 17.   | Bulgária      | 21,250 | 1  |
| 18.   | Csehország    | 20,750 | 1  |

| Hely. | Szövetség           | Koeff. | Cs |
| ----- | ------------------- | ------ | -- |
| 19.   | Norvégia            | 18,800 | 1  |
| 20.   | Ausztria            | 17,825 | 1  |
| 21.   | Szerbia             | 15,250 | 1  |
| 22.   | Izrael              | 15,250 | 1  |
| 23.   | Ciprus              | 15,082 | 1  |
| 24.   | Svédország          | 14,691 | 1  |
| 25.   | Szlovákia           | 14,665 | 1  |
| 26.   | Lengyelország       | 12,916 | 1  |
| 27.   | Horvátország        | 12,332 | 1  |
| 28.   | Finnország          | 9,790  | 1  |
| 29.   | Litvánia            | 9,666  | 1  |
| 30.   | Írország            | 9,499  | 1  |
| 31.   | Lettország          | 9,164  | 1  |
| 32.   | Szlovénia           | 9,082  | 1  |
| 33.   | Fehéroroszország    | 8,666  | 1  |
| 34.   | Bosznia-Hercegovina | 8,665  | 1  |
| 35.   | Magyarország        | 8,166  | 1  |
| 36.   | Izland              | 6,665  | 1  |

| Hely. | Szövetség       | Koeff. | Cs |
| ----- | --------------- | ------ | -- |
| 37.   | Moldova         | 6,665  | 1  |
| 38.   | Grúzia          | 6,664  | 1  |
| 39.   | Liechtenstein   | 5,500  | 0  |
| 40.   | Észak-Macedónia | 5,165  | 1  |
| 41.   | Azerbajdzsán    | 4,498  | 1  |
| 42.   | Észtország      | 4,332  | 1  |
| 43.   | Albánia         | 3,999  | 1  |
| 44.   | Kazahsztán      | 3,249  | 1  |
| 45.   | Örményország    | 2,999  | 1  |
| 46.   | Wales           | 2,331  | 1  |
| 47.   | Észak-írország  | 2,165  | 1  |
| 48.   | Feröer-szigetek | 2,165  | 1  |
| 49.   | Luxemburg       | 1,332  | 1  |
| 50.   | Montenegró      | 1,000  | 1  |
| 51.   | Andorra         | 0,500  | 1  |
| 52.   | Málta           | 0,499  | 1  |
| 53.   | San Marino      | 0,250  | 1  |

### Lebonyolítás
A BL címvédője (Internazionale) a bajnokságban elért helyezése alapján is részvételi jogot szerzett. Emiatt a következő változások voltak a lebonyolításban:
- A 13. helyen rangsorolt bajnokság győztese (Skócia) a 3. selejtezőkörből a csoportkörbe került.
- A 16. helyen rangsorolt bajnokság győztese (Dánia) a 2. selejtezőkörből a 3. selejtezőkörbe került.
- A 48. és 49. helyen rangsorolt bajnokságok győztesei (Feröer, Luxemburg) az 1. selejtezőkörből a 2. selejtezőkörbe került.

|                                      |                                      | A szakaszban bekapcsolódó csapatok | Az előző szakasz továbbjutói                                                      |
| ------------------------------------ | ------------------------------------ | --- | --------------------------------------------------------------------------------- |
| 1. selejtezőkör (4 csapat)           | 1. selejtezőkör (4 csapat)           | - 4 bajnok az 50–53. helyen rangsorolt bajnokságokból |                                                                                   |
| 2. selejtezőkör (34 csapat)          | 2. selejtezőkör (34 csapat)          | - 32 bajnok a 17–49. helyen rangsorolt bajnokságokból (kivéve Liechtenstein) | - 2 győztes az 1. selejtezőkörből                                                 |
| 3. selejtezőkör                      | Bajnoki ág (20 csapat)               | - 3 bajnok a 14–16. helyen rangsorolt bajnokságokból | - 17 győztes az 1. selejtezőkörből                                                |
| 3. selejtezőkör                      | Nem bajnoki ág (10 csapat)           | - 9 második helyezett a 7–15. helyen rangsorolt bajnokságokból - 1 harmadik helyezett a 6. helyen rangsorolt bajnokságból                                                            |                                                                                   |
| Rájátszás                            | Bajnoki ág (10 csapat)               | | - 10 győztes a 3. selejtezőkör bajnoki ágáról                                     |
| Rájátszás                            | Nem bajnoki ág (10 csapat)           | - 2 harmadik helyezett a 4–5. helyen rangsorolt bajnokságokból - 3 negyedik helyezett az 1–3. helyen rangsorolt bajnokságokból                                                       | - 5 győztes a 3. selejtezőkör nem bajnoki ágáról                                  |
| Csoportkör (32 csapat)               | Csoportkör (32 csapat)               | - 13 bajnok az 1–13. helyen rangsorolt bajnokságokból - 6 második helyezett az 1–6. helyen rangsorolt bajnokságokból - 3 harmadik helyezett az 1–3. helyen rangsorolt bajnokságokból | - 5 győztes a rájátszás bajnoki ágáról - 5 győztes a rájátszás nem bajnoki ágáról |
| Egyenes kieséses szakasz (16 csapat) | Egyenes kieséses szakasz (16 csapat) | | - 8 csoportgyőztes - 8 csoportmásodik                                             |

### Csapatok
A 2010–2011-es UEFA-bajnokok ligájában az alábbi 76 csapat vett részt.
| Csoportkör             | Csoportkör                    | Csoportkör            | Csoportkör          |
| ---------------------- | ----------------------------- | --------------------- | ------------------- |
| InternazionaleCV (1.)  | Valencia (3.)                 | Lyon (2.)             | CFR Cluj (1.)       |
| Chelsea (1.)           | Roma (2.)                     | Rubin Kazany (1.)     | Benfica (1.)        |
| Manchester United (2.) | Milan (3.)                    | Szpartak Moszkva (2.) | Bursaspor (1.)      |
| Arsenal (3.)           | Bayern München (1.)           | Shakhtar Doneck (1.)  | Panathinaikósz (1.) |
| Barcelona (1.)         | Schalke 04 (2.)               | Twente (1.)           | Rangers (1.)        |
| Real Madrid (2.)       | Marseille (1.)                |                       |                     |
| Rájátszás              |                               |                       |                     |
| Bajnoki ág             | Nem bajnoki ág                | Nem bajnoki ág        | Nem bajnoki ág      |
|                        | Tottenham Hotspur (4.)        | Sampdoria (4.)        | Auxerre (3.)        |
| Sevilla (4.)           | Werder Bremen (3.)            |                       |                     |
| 3. selejtezőkör        |                               |                       |                     |
| Bajnoki ág             | Nem bajnoki ág                | Nem bajnoki ág        | Nem bajnoki ág      |
| Anderlecht (1.)        | Zenyit Szankt-Petyerburg (3.) | Braga (2.)            | Celtic (2.)         |
| Basel (1.)             | Dinamo Kijiv (2.)             | Fenerbahçe (2.)       | Gent (2.)           |
| København (1.)         | Ajax (2.)                     | PAÓK (2.)             | Young Boys (2.)     |
|                        | Unirea Urziceni (2.)          |                       |                     |
| 2. selejtezőkör        |                               |                       |                     |
| Litex Lovecs (1.)      | Žilina (1.)                   | BATE Bariszav (1.)    | Levadia (1.)        |
| Sparta Praha (1.)      | Lech Poznań (1.)              | Željezničar (1.)      | Dinamo Tirana (1.)  |
| Rosenborg (1.)         | Dinamo Zagreb (1.)            | Debrecen (1.)         | Aktöbe (1.)         |
| Red Bull Salzburg (1.) | HJK (1.)                      | FH (1.)               | Pjunik (1.)         |
| Partizan (1.)          | Ekranas (1.)                  | Sheriff Tiraspol (1.) | The New Saints (1.) |
| Hapóél Tel-Aviv (1.)   | Bohemians (1.)                | Olimpi Rusztavi (1.)  | Linfield (1.)       |
| Omónia (1.)            | Liepājas Metalurgs (1.)       | Renova (1.)           | HB Tórshavn (1.)    |
| AIK (1.)               | Koper (1.)                    | İnter Bakı (1.)       | Jeunesse Esch (1.)  |
| 1. selejtezőkör        |                               |                       |                     |
| Rudar Pljevlja (1.)    | FC Santa Coloma (1.)          | Birkirkara (1.)       | Tre Fiori (1.)      |

## Fordulók és időpontok
| Szakasz                  | Forduló        | Sorsolás dátuma              | 1. mérkőzés                              | 2. mérkőzés                              |
| ------------------------ | -------------- | ---------------------------- | ---------------------------------------- | ---------------------------------------- |
| Selejtezők               | 1. forduló     | 2010. június 21.             | 2010. június 29–30.                      | 2010. július 6–7.                        |
| Selejtezők               | 2. forduló     | 2010. június 21.             | 2010. július 13–14.                      | 2010. július 20–21.                      |
| Selejtezők               | 3. forduló     | 2010. július 16.             | 2010. július 27–28.                      | 2010. augusztus 3–4.                     |
| Selejtezők               | Rájátszás      | 2010. augusztus 6.           | 2010. augusztus 17–18.                   | 2010. augusztus 24–25.                   |
| Csoportkör               | 1. mérkőzésnap | 2010. augusztus 26. (Monaco) | 2010. szeptember 14–15.                  | 2010. szeptember 14–15.                  |
| Csoportkör               | 2. mérkőzésnap | 2010. augusztus 26. (Monaco) | 2010. szeptember 28–29.                  | 2010. szeptember 28–29.                  |
| Csoportkör               | 3. mérkőzésnap | 2010. augusztus 26. (Monaco) | 2010. október 19–20.                     | 2010. október 19–20.                     |
| Csoportkör               | 4. mérkőzésnap | 2010. augusztus 26. (Monaco) | 2010. november 2–3.                      | 2010. november 2–3.                      |
| Csoportkör               | 5. mérkőzésnap | 2010. augusztus 26. (Monaco) | 2010. november 23–24.                    | 2010. november 23–24.                    |
| Csoportkör               | 6. mérkőzésnap | 2010. augusztus 26. (Monaco) | 2010. december 7–8.                      | 2010. december 7–8.                      |
| Egyenes kieséses szakasz | Nyolcaddöntők  | 2010. december 17.           | 2011. február 15–16., 22–23.             | 2011. március 8–9., 15–16.               |
| Egyenes kieséses szakasz | Negyeddöntők   | 2011. március 18.            | 2011. április 5–6.                       | 2011. április 12–13.                     |
| Egyenes kieséses szakasz | Elődöntők      | 2011. március 18.            | 2011. április 26–27.                     | 2011. május 3–4.                         |
| Egyenes kieséses szakasz | Döntő          | 2011. március 18.            | 2011. május 28., Wembley Stadion, London | 2011. május 28., Wembley Stadion, London |

## Selejtezők
A selejtezőben a csapatokat kiemeltekre és nem kiemeltekre osztották a 2010-es UEFA klub-együtthatója alapján. Azonos országból érkező csapatok nem játszhattak egymással. A kialakult párosításokban a csapatok oda-visszavágós mérkőzést játszottak egymással.

### 1. selejtezőkör
Az 1. selejtezőkörben 4 csapat vett részt. A párosítások győztesei a 2. selejtezőkörbe jutottak.
| Kiemelt csapatok: - Santa Coloma (0,700) - Tre Fiori (0,650) | Nem kiemelt csapatok: - Birkirkara FC (0,433) - Rudar Pljevlja (0,425) |

Párosítások
Az 1. selejtezőkör sorsolását 2010. június 21-én tartották. Az első mérkőzéseket június 29-én és 30-án a második mérkőzéseket július 6-án és 7-én játszották.
| 1. csapat       | Össz. | 2. csapat      | 1. mérk. | 2. mérk. |
| --------------- | ----- | -------------- | -------- | -------- |
| Tre Fiori       | 1–7   | Rudar Pljevlja | 0–3      | 1–4      |
| FC Santa Coloma | 3–7   | Birkirkara     | 0–3      | 3–4      |

### 2. selejtezőkör
A 2. selejtezőkörben 34 csapat vett részt. A párosítások győztesei a 3. selejtezőkörbe jutottak.
- T: Az 1. selejtezőkörből továbbjutott csapat, a sorsoláskor nem volt ismert.
- A dőlt betűvel írt csapatok az 1. selejtezőkörben egy magasabb együtthatóval rendelkező csapat ellen győztek, és az ellenfél együtthatóját vették figyelembe.

| Kiemelt csapatok: - Hapóél Tel-Aviv (27,775) - Sparta Praha (27,395) - Rosenborg (23,980) - Red Bull Salzburg (19,915) - Liteksz Lovecs (15,900) - Dinamo Zagreb (14,466) - Partizan (13,800) - BATE (13,308) - Lech Poznań (11,008) - MŠK Žilina (10,666) - Sheriff Tiraspol (5,458) - Debreceni VSC (5,350) - Omónia (4,599) - AIK (3,838) - Bohemians (2,908) - Ekranas (2,683) - Aktöbe FK (2,399) | Nem kiemelt csapatok: - HJK (2,399) - Levadia Tallinn (2,374) - Liepājas Metalurgs (2,149) - FH (2,083) - Željezničar Sarajevo (1,749) - Olimpi Rusztavi (1,649) - Pjunik (1,599) - FC Koper (1,391) - İnter Bakı (1,349) - Renova (1,316) - Dinamo Tirana (1,049) - HB Tórshavn (0,866) - The New Saints (0,766) - Birkirkara FC (0,700) (T) - Rudar Pljevlja (0,650) (T) - Linfield (0,574) - Jeunesse Esch (0,249) |

Párosítások
A 2. selejtezőkör sorsolását 2010. június 21-én tartották, az 1. selejtezőkör sorsolása után. Az első mérkőzéseket július 13-án és 14-én, a második mérkőzéseket július 20-án és 21-én játszották.
| 1. csapat          | Össz.                 | 2. csapat            | 1. mérk. | 2. mérk.   |
| ------------------ | --------------------- | -------------------- | -------- | ---------- |
| Liepājas Metalurgs | 0–5                   | Sparta Praha         | 0–3      | 0–2        |
| Aktöbe FK          | 3–1                   | Olimpi Rusztavi      | 2–0      | 1–1        |
| Levadia Tallinn    | 3–4                   | Debreceni VSC        | 1–1      | 2–3        |
| Partizan           | 4–1                   | Pjunik               | 3–1      | 1–0        |
| Inter Bakı         | 1–1 (11-esekkel: 8–9) | Lech Poznań          | 0–1      | 1–0 (h.u.) |
| Dinamo Zagreb      | 5–4                   | FC Koper             | 5–1      | 0–3        |
| Liteksz Lovecs     | 5–0                   | Rudar Pljevlja       | 1–0      | 4–0        |
| Birkirkara FC      | 1–3                   | MŠK Žilina           | 1–0      | 0–3        |
| Sheriff Tiraspol   | 3–2                   | Dinamo Tirana        | 3–1      | 0–1        |
| Hapóél Tel-Aviv    | 6–0                   | Željezničar Sarajevo | 5–0      | 1–0        |
| Omónia             | 5–0                   | Renova               | 3–0      | 2–0        |
| Red Bull Salzburg  | 5–1                   | HB Tórshavn          | 5–0      | 0–1        |
| Bohemians          | 1–4                   | The New Saints       | 1–0      | 0–4        |
| BATE               | 6–1                   | FH                   | 5–1      | 1–0        |
| AIK                | 1–0                   | Jeunesse Esch        | 1–0      | 0–0        |
| Linfield           | 0–2                   | Rosenborg            | 0–0      | 0–2        |
| Ekranas            | 1–2                   | HJK                  | 1–0      | 0–2 (h.u.) |

### 3. selejtezőkör
A 3. selejtezőkör két ágból állt. A bajnoki ágon 20 csapat, a nem bajnoki ágon 10 csapat vett részt. A párosítások győztesei a rájátszásba jutottak. A bajnoki ág vesztes csapatai az Európa-liga rájátszásába, a nem bajnoki ág vesztes csapatai az Európa-liga rájátszásába kerültek.
- T: A 2. selejtezőkörből továbbjutott csapat, a sorsoláskor nem volt ismert.
- A dőlt betűvel írt csapatok a 2. selejtezőkörben egy magasabb együtthatóval rendelkező csapat ellen győztek, és az ellenfél együtthatóját vették figyelembe.

Bajnoki ág
| - FC København (34,470) - Anderlecht (42,580) - FC Basel (48,675) - Hapóél Tel-Aviv (27,775) (T) - Sparta Praha (27,395) (T) - Rosenborg (23,980) (T) - Red Bull Salzburg (19,915) (T) - Liteksz Lovecs (15,900) (T) - Dinamo Zagreb (14,466) (T) - Partizan (13,800) (T) | - BATE (13,308) (T) - Lech Poznań (11,008) (T) - MŠK Žilina (10,666) (T) - Sheriff Tiraspol (5,458) (T) - Debreceni VSC (5,350) (T) - Omónia (4,599) (T) - AIK (3,838) (T) - HJK (2,683) (T) - The New Saints (2,908) (T) - Aktöbe FK (2,399) (T) |

Nem bajnoki ág
| Kiemelt csapatok: - Zenyit (61,258) - Ajax (55,309) - Fenerbahçe (54,890) - Dinamo Kijiv (42,910) - SC Braga (39,659) | Nem kiemelt csapatok: - Celtic (38,158) - Unirea Urziceni (18,898) - PAÓK (11,479) - Young Boys (7,675) - Gent (6,580) |

Párosítások
A 3. selejtezőkör sorsolását 2010. július 20-án tartották. Az első mérkőzéseket július 27-én és 28-án, a második mérkőzéseket augusztus 3-án és 4-én játszották.
| 1. csapat        | Össz.                 | 2. csapat         | 1. mérk.   | 2. mérk.   |            |
| Bajnoki ág       | Bajnoki ág            | Bajnoki ág        | Bajnoki ág | Bajnoki ág | Bajnoki ág |
| ---------------- | --------------------- | ----------------- | ---------- | ---------- | ---------- |
| Sparta Praha     | 2–0                   | Lech Poznań       | 1–0        | 1–0        |            |
| Aktöbe FK        | 2–3                   | Hapóél Tel-Aviv   | 1–0        | 1–3        |            |
| Sheriff Tiraspol | 2–2 (11-esekkel: 6–5) | Dinamo Zagreb     | 1–1        | 1–1 (h.u.) |            |
| Liteksz Lovecs   | 2–4                   | MŠK Žilina        | 1–1        | 1–3        |            |
| Debreceni VSC    | 1–5                   | FC Basel          | 0–2        | 1–3        |            |
| AIK              | 0–4                   | Rosenborg         | 0–1        | 0–3        |            |
| Partizan         | 5–1                   | HJK               | 3–0        | 2–1        |            |
| BATE             | 2–3                   | FC København      | 0–0        | 2–3        |            |
| The New Saints   | 1–6                   | RSC Anderlecht    | 1–3        | 0–3        |            |
| Omónia           | 2–5                   | Red Bull Salzburg | 1–1        | 1–4        |            |
| Nem bajnoki ág   |                       |                   |            |            |            |
| Ajax             | 4–4 (ig.)             | PAÓK              | 1–1        | 3–3        |            |
| Dinamo Kijiv     | 6–1                   | Gent              | 3–0        | 3–1        |            |
| Young Boys       | 3–2                   | Fenerbahçe        | 2–2        | 1–0        |            |
| SC Braga         | 4–2                   | Celtic            | 3–0        | 1–2        |            |
| Unirea Urziceni  | 0–1                   | Zenyit            | 0–0        | 0–1        |            |

## Rájátszás
A rájátszás két ágból állt. A bajnoki ágon és a nem bajnoki ágon is egyaránt 10 csapat vett részt. A párosítások győztesei a csoportkörbe jutottak. A vesztes csapatok az Európa-liga csoportkörébe kerültek.
Bajnoki ág
| Kiemelt csapatok: - FC Basel (48,675) - Anderlecht (42,580) - FC København (34,470) - Hapóél Tel-Aviv (27,775) - Sparta Praha (27,395) | Nem kiemelt csapatok: - Rosenborg (23,980) - Red Bull Salzburg (19,915) - Partizan (13,800) - MŠK Žilina (10,666) - Sheriff Tiraspol (5,458) |

Nem bajnoki ág
| Kiemelt csapatok: - Sevilla FC (108,951) - Werder Bremen (94,841) - Zenyit (61,258) - Tottenham Hotspur (56,371) - Ajax (55,309) | Nem kiemelt csapatok: - Dinamo Kijiv (42,910) - SC Braga (39,659) - Sampdoria (30,867) - AJ Auxerre (19,748) - Young Boys (7,675) |

Párosítások
A rájátszás sorsolását 2010. augusztus 6-án tartották. Az első mérkőzéseket augusztus 17-én és 18-án, a második mérkőzéseket augusztus 24-én és 25-én játszották.
| 1. csapat         | Össz.                 | 2. csapat         | 1. mérk.   | 2. mérk.   |            |
| Bajnoki ág        | Bajnoki ág            | Bajnoki ág        | Bajnoki ág | Bajnoki ág | Bajnoki ág |
| ----------------- | --------------------- | ----------------- | ---------- | ---------- | ---------- |
| Red Bull Salzburg | 3–4                   | Hapóél Tel-Aviv   | 2–3        | 1–1        |            |
| Rosenborg         | 2–2                   | FC København      | 2–1        | 0–1        |            |
| FC Basel          | 4–0                   | Sheriff Tiraspol  | 1–0        | 3–0        |            |
| Sparta Praha      | 0–3                   | MŠK Žilina        | 0–2        | 0–1        |            |
| Partizan          | 4–4 (11-esekkel: 3–2) | Anderlecht        | 2–2        | 2–2 (h.u.) |            |
| Nem bajnoki ág    |                       |                   |            |            |            |
| Young Boys        | 3–6                   | Tottenham Hotspur | 3–2        | 0–4        |            |
| SC Braga          | 5–3                   | Sevilla FC        | 1–0        | 4–3        |            |
| Werder Bremen     | 5–4                   | Sampdoria         | 3–1        | 2–3 (h.u.) |            |
| Zenyit            | 1–2                   | AJ Auxerre        | 1–0        | 0–2        |            |
| Dinamo Kijiv      | 2–3                   | Ajax              | 1–1        | 1–2        |            |

## Csoportkör
A csoportkörben az alábbi 32 csapat vett részt:
- 22 csapat ebben a körben lépett be
- 10 győztes csapat a UEFA-bajnokok ligája rájátszásából (5 a bajnoki ágról, 5 a nem bajnoki ágról)

A sorsolás előtt a csapatokat négy kalapba sorolták be a 2010-es klub-együtthatóik sorrendjében.
A csoportkör sorsolását 2010. augusztus 26-án tartották Monacóban. Nyolc darab, egyaránt négycsapatos csoportot alakítottak ki. Azonos országból érkező csapatok nem kerülhettek azonos csoportba.
A csoportokban a csapatok körmérkőzéses, oda-visszavágós rendszerben mérkőztek meg egymással. A játéknapok: szeptember 14–15., szeptember 28–29., október 19–20., november 2–3., november 23–24., december 7–8.
A csoportok első két helyezettje az egyenes kieséses szakaszba jutott, a harmadik helyezettek a 2010–2011-es Európa-liga egyenes kieséses szakaszában folytatták, míg az utolsó helyezettek kiestek.
| 1. kalap - Internazionale (100,867)CV - FC Barcelona (136,951) - Manchester United (125,371) - Chelsea (118,371) - Arsenal (115,371) - Bayern München (110,841) - AC Milan (99,867) - Olympique Lyonnais (96,748) 2. kalap - Werder Bremen (94,841) - Real Madrid (84,951) - Roma (83,867) - Sahtar Doneck (73,910) - Benfica (72,659) - Valencia CF (66,951) - Olympique de Marseille (62,748) - Panathinaikósz (56,979) | 3. kalap - Tottenham Hotspur (56,371) - Rangers (56,158) - Ajax (55,309) - Schalke 04 (54,841) - Basel (48,675) - Braga (39,659 ) - København (34,470) - Szpartak Moszkva (33,758) 4. kalap - Hapóél Tel-Aviv (27,775) - Twente (25,309) - Rubin Kazany (21,758) - Auxerre (19,748) - CFR Cluj (15,898) - Partizan (13,800) - Žilina (10,666) - Bursaspor (6,890) |

### A csoport
| Hely. | Csapat            | M | Gy | D | V | G+ | G– | Gk | P  | Továbbjutás                                |  | TOT | INT | TWE | BRM |
| ----- | ----------------- | - | -- | - | - | -- | -- | -- | -- | ------------------------------------------ |  | --- | --- | --- | --- |
| 1.    | Tottenham Hotspur | 6 | 3  | 2 | 1 | 18 | 11 | +7 | 11 | Továbbjutott az egyenes kieséses szakaszba |  | —   | 3–1 | 4–1 | 3–0 |
| 2.    | Internazionale    | 6 | 3  | 1 | 2 | 12 | 11 | +1 | 10 | Továbbjutott az egyenes kieséses szakaszba |  | 4–3 | —   | 1–0 | 4–0 |
| 3.    | Twente            | 6 | 1  | 3 | 2 | 9  | 11 | −2 | 6  | Átkerült az Európa-ligába                  |  | 3–3 | 2–2 | —   | 1–1 |
| 4.    | Werder Bremen     | 6 | 1  | 2 | 3 | 6  | 12 | −6 | 5  |                                            |  | 2–2 | 3–0 | 0–2 | —   |

### B csoport
| Hely. | Csapat             | M | Gy | D | V | G+ | G– | Gk | P  | Továbbjutás                                |  | SCH | OL  | BEN | HTA |
| ----- | ------------------ | - | -- | - | - | -- | -- | -- | -- | ------------------------------------------ |  | --- | --- | --- | --- |
| 1.    | Schalke 04         | 6 | 4  | 1 | 1 | 10 | 3  | +7 | 13 | Továbbjutott az egyenes kieséses szakaszba |  | —   | 3–0 | 2–0 | 3–1 |
| 2.    | Olympique Lyonnais | 6 | 3  | 1 | 2 | 11 | 10 | +1 | 10 | Továbbjutott az egyenes kieséses szakaszba |  | 1–0 | —   | 2–0 | 2–2 |
| 3.    | Benfica            | 6 | 2  | 0 | 4 | 7  | 12 | −5 | 6  | Átkerült az Európa-ligába                  |  | 1–2 | 4–3 | —   | 2–0 |
| 4.    | Hapóél Tel-Aviv    | 6 | 1  | 2 | 3 | 7  | 10 | −3 | 5  |                                            |  | 0–0 | 1–3 | 3–0 | —   |

### C csoport
| Hely. | Csapat            | M | Gy | D | V | G+ | G– | Gk  | P  | Továbbjutás                                |  | MU  | VAL | RAN | BUR |
| ----- | ----------------- | - | -- | - | - | -- | -- | --- | -- | ------------------------------------------ |  | --- | --- | --- | --- |
| 1.    | Manchester United | 6 | 4  | 2 | 0 | 7  | 1  | +6  | 14 | Továbbjutott az egyenes kieséses szakaszba |  | —   | 1–1 | 0–0 | 1–0 |
| 2.    | Valencia CF       | 6 | 3  | 2 | 1 | 15 | 4  | +11 | 11 | Továbbjutott az egyenes kieséses szakaszba |  | 0–1 | —   | 3–0 | 6–1 |
| 3.    | Rangers           | 6 | 1  | 3 | 2 | 3  | 6  | −3  | 6  | Átkerült az Európa-ligába                  |  | 0–1 | 1–1 | —   | 1–0 |
| 4.    | Bursaspor         | 6 | 0  | 1 | 5 | 2  | 16 | −14 | 1  |                                            |  | 0–3 | 0–4 | 1–1 | —   |

### D csoport
| Hely. | Csapat         | M | Gy | D | V | G+ | G– | Gk  | P  | Továbbjutás                                |  | BAR | FCK | RUB | PAN |
| ----- | -------------- | - | -- | - | - | -- | -- | --- | -- | ------------------------------------------ |  | --- | --- | --- | --- |
| 1.    | FC Barcelona   | 6 | 4  | 2 | 0 | 14 | 3  | +11 | 14 | Továbbjutott az egyenes kieséses szakaszba |  | —   | 2–0 | 2–0 | 5–1 |
| 2.    | FC København   | 6 | 3  | 1 | 2 | 7  | 5  | +2  | 10 | Továbbjutott az egyenes kieséses szakaszba |  | 1–1 | —   | 1–0 | 3–1 |
| 3.    | Rubin Kazany   | 6 | 1  | 3 | 2 | 2  | 4  | −2  | 6  | Átkerült az Európa-ligába                  |  | 1–1 | 1–0 | —   | 0–0 |
| 4.    | Panathinaikósz | 6 | 0  | 2 | 4 | 2  | 13 | −11 | 2  |                                            |  | 0–3 | 0–2 | 0–0 | —   |

### E csoport
| Hely. | Csapat         | M | Gy | D | V | G+ | G– | Gk  | P  | Továbbjutás                                |  | BAY | ROM | BAS | CFR |
| ----- | -------------- | - | -- | - | - | -- | -- | --- | -- | ------------------------------------------ |  | --- | --- | --- | --- |
| 1.    | Bayern München | 6 | 5  | 0 | 1 | 16 | 6  | +10 | 15 | Továbbjutott az egyenes kieséses szakaszba |  | —   | 2–0 | 3–0 | 3–2 |
| 2.    | AS Roma        | 6 | 3  | 1 | 2 | 10 | 11 | −1  | 10 | Továbbjutott az egyenes kieséses szakaszba |  | 3–2 | —   | 1–3 | 2–1 |
| 3.    | FC Basel       | 6 | 2  | 0 | 4 | 8  | 11 | −3  | 6  | Átkerült az Európa-ligába                  |  | 1–2 | 2–3 | —   | 1–0 |
| 4.    | CFR Cluj       | 6 | 1  | 1 | 4 | 6  | 12 | −6  | 4  |                                            |  | 0–4 | 1–1 | 2–1 | —   |

### F csoport
| Hely. | Csapat                 | M | Gy | D | V | G+ | G– | Gk  | P  | Továbbjutás                                |  | CHE | OM  | SPA | ZIL |
| ----- | ---------------------- | - | -- | - | - | -- | -- | --- | -- | ------------------------------------------ |  | --- | --- | --- | --- |
| 1.    | Chelsea                | 6 | 5  | 0 | 1 | 14 | 4  | +10 | 15 | Továbbjutott az egyenes kieséses szakaszba |  | —   | 2–0 | 4–1 | 2–1 |
| 2.    | Olympique de Marseille | 6 | 4  | 0 | 2 | 12 | 3  | +9  | 12 | Továbbjutott az egyenes kieséses szakaszba |  | 1–0 | —   | 0–1 | 1–0 |
| 3.    | Szpartak Moszkva       | 6 | 3  | 0 | 3 | 7  | 10 | −3  | 9  | Átkerült az Európa-ligába                  |  | 0–2 | 0–3 | —   | 3–0 |
| 4.    | MŠK Žilina             | 6 | 0  | 0 | 6 | 3  | 19 | −16 | 0  |                                            |  | 1–4 | 0–7 | 1–2 | —   |

### G csoport
| Hely. | Csapat      | M | Gy | D | V | G+ | G– | Gk  | P  | Továbbjutás                                |  | RM  | MIL | AJA | AUX |
| ----- | ----------- | - | -- | - | - | -- | -- | --- | -- | ------------------------------------------ |  | --- | --- | --- | --- |
| 1.    | Real Madrid | 6 | 5  | 1 | 0 | 15 | 2  | +13 | 16 | Továbbjutott az egyenes kieséses szakaszba |  | —   | 2–0 | 2–0 | 4–0 |
| 2.    | AC Milan    | 6 | 2  | 2 | 2 | 7  | 7  | 0   | 8  | Továbbjutott az egyenes kieséses szakaszba |  | 2–2 | —   | 0–2 | 2–0 |
| 3.    | Ajax        | 6 | 2  | 1 | 3 | 6  | 10 | −4  | 7  | Átkerült az Európa-ligába                  |  | 0–4 | 1–1 | —   | 2–1 |
| 4.    | Auxerre     | 6 | 1  | 0 | 5 | 3  | 12 | −9  | 3  |                                            |  | 0–1 | 0–2 | 2–1 | —   |

### H csoport
| Hely. | Csapat        | M | Gy | D | V | G+ | G– | Gk  | P  | Továbbjutás                                |  | SHA | ARS | BRA | PTZ |
| ----- | ------------- | - | -- | - | - | -- | -- | --- | -- | ------------------------------------------ |  | --- | --- | --- | --- |
| 1.    | Sahtar Doneck | 6 | 5  | 0 | 1 | 12 | 6  | +6  | 15 | Továbbjutott az egyenes kieséses szakaszba |  | —   | 2–1 | 2–0 | 1–0 |
| 2.    | Arsenal       | 6 | 4  | 0 | 2 | 18 | 7  | +11 | 12 | Továbbjutott az egyenes kieséses szakaszba |  | 5–1 | —   | 6–0 | 3–1 |
| 3.    | SC Braga      | 6 | 3  | 0 | 3 | 5  | 11 | −6  | 9  | Átkerült az Európa-ligába                  |  | 0–3 | 2–0 | —   | 2–0 |
| 4.    | Partizan      | 6 | 0  | 0 | 6 | 2  | 13 | −11 | 0  |                                            |  | 0–3 | 1–3 | 0–1 | —   |

## Egyenes kieséses szakasz
A 2010–2011-es UEFA-bajnokok ligája egyenes kieséses szakasza 2011. február 15-én kezdődött, és május 28-án ért véget a londoni Wembley Stadionban rendezett döntővel. Az egyenes kieséses szakaszban az a tizenhat csapat vett részt, amelyek a csoportkör során a saját csoportjuk első két helyének valamelyikén végeztek.
| Csoport   | Csoportelső       | Csoportmásodik |
| --------- | ----------------- | -------------- |
| A csoport | Tottenham Hotspur | Internazionale |
| B csoport | Schalke 04        | Lyon           |
| C csoport | Manchester United | Valencia       |
| D csoport | Barcelona         | FC København   |
| E csoport | Bayern München    | AS Roma        |
| F csoport | Chelsea           | Marseille      |
| G csoport | Real Madrid       | Milan          |
| H csoport | Sahtar Doneck     | Arsenal        |

### Nyolcaddöntők
A nyolcaddöntők sorsolását 2010. december 17-én tartották. A sorsoláskor figyelembe vették, hogy minden párosításnál egy csoportgyőztes és egy másik csoport csoportmásodikja mérkőzzön egymással.
Az első mérkőzéseket 2011. február 15-én, 16-án, 22-én és 23-án, a második mérkőzéseket március 8-án, 9-én, 15-én és 16-án játszották.
| 1. csapat      | Össz.      | 2. csapat         | 1. mérk. | 2. mérk. |
| -------------- | ---------- | ----------------- | -------- | -------- |
| AS Roma        | 2–6        | Sahtar Doneck     | 2–3      | 0–3      |
| Milan          | 0–1        | Tottenham Hotspur | 0–1      | 0–0      |
| Valencia       | 2–4        | Schalke 04        | 1–1      | 1–3      |
| Internazionale | 3–3 (i.g.) | Bayern München    | 0–1      | 3–2      |
| Lyon           | 1–4        | Real Madrid       | 1–1      | 0–3      |
| Arsenal        | 3–4        | Barcelona         | 2–1      | 1–3      |
| Marseille      | 1–2        | Manchester United | 0–0      | 1–2      |
| FC København   | 0–2        | Chelsea           | 0–2      | 0–0      |

### Negyeddöntők
A negyeddöntők és a további mérkőzések sorsolását 2011. március 18-án tartották. Az első mérkőzéseket 2011. április 5-én és 6-án a visszavágókat április 12-én és 13-án játszották.
| 1. csapat      | Össz. | 2. csapat         | 1. mérk. | 2. mérk. |
| -------------- | ----- | ----------------- | -------- | -------- |
| Real Madrid    | 5–0   | Tottenham Hotspur | 4–0      | 1–0      |
| Chelsea        | 1–3   | Manchester United | 0–1      | 1–2      |
| Barcelona      | 6–1   | Sahtar Doneck     | 5–1      | 1–0      |
| Internazionale | 3–7   | Schalke 04        | 2–5      | 1–2      |

### Elődöntők
Az első mérkőzéseket 2011. április 27-én és 28-án a második mérkőzéseket május 3-án és 4-én játszották.
| 1. csapat   | Össz. | 2. csapat         | 1. mérk. | 2. mérk. |
| ----------- | ----- | ----------------- | -------- | -------- |
| Schalke 04  | 1–6   | Manchester United | 0–2      | 1–4      |
| Real Madrid | 1–3   | Barcelona         | 0–2      | 1–1      |

### Döntő
| 2011. május 28. 20:45 (CEST) |

| Barcelona                     | 3–1               | Manchester United |
| ----------------------------- | ----------------- | ----------------- |
| Pedro 27' Messi 54' Villa 69' | (1–1) Jegyzőkönyv | Rooney 34'        |

| Wembley Stadion, London Nézőszám: 87 695 Játékvezető: Kassai Viktor (magyar) |

| A 2010–2011-es UEFA-bajnokok ligája győztese |
| -------------------------------------------- |
| FC Barcelona 4. cím                          |

## Góllövőlista
| Hely | Név                | Csapat            | Gólok | Mérkőzés | Játszott percek |
| ---- | ------------------ | ----------------- | ----- | -------- | --------------- |
| 1    | Lionel Messi       | Barcelona         | 12    | 12       | 1047            |
| 2    | Mario Gómez        | Bayern München    | 8     | 8        | 607             |
| 2    | Samuel Eto’o       | Internazionale    | 8     | 10       | 900             |
| 4    | Nicolas Anelka     | Chelsea           | 7     | 9        | 584             |
| 5    | Karim Benzema      | Real Madrid       | 6     | 8        | 372             |
| 5    | Roberto Soldado    | Valencia          | 6     | 7        | 416             |
| 5    | Cristiano Ronaldo  | Real Madrid       | 6     | 12       | 1021            |
| 8    | Raúl               | Schalke 04        | 5     | 10       | 1077            |
| 9    | Eduardo            | Sahtar Doneck     | 4     | 8        | 253             |
| 9    | Javier Hernández   | Manchester United | 4     | 8        | 550             |
| 9    | Marco Borriello    | Roma              | 4     | 8        | 518             |
| 9    | Peter Crouch       | Tottenham Hotspur | 4     | 8        | 581             |
| 9    | Zlatan Ibrahimović | Milan             | 4     | 8        | 652             |
| 9    | Gareth Bale        | Tottenham Hotspur | 4     | 7        | 735             |
| 9    | Wayne Rooney       | Manchester United | 4     | 9        | 803             |
| 9    | Luiz Adriano       | Sahtar Doneck     | 4     | 10       | 811             |
| 9    | Jefferson Farfán   | Schalke 04        | 4     | 8        | 816             |
| 9    | David Villa        | Barcelona         | 4     | 12       | 943             |